# Randy Griffin
Randy Griffin (Filadelfia, 7 giugno 1976) è un pugile statunitense.
Ha un record attuale di 25-4-3.